# Lamech (Noé)
Pour les articles homonymes, voir Lamech.
Dans la Genèse, Lamech (ou Lamek), fils de Mathusalem, est issu de la lignée de Seth. Il est le père de Noé et meurt cinq ans avant le Déluge, à l'âge de 777 ans. Il fait partie de l'ascendance de Jésus dans l'évangile selon Luc (Lc. 3:36).

## Naissance de Noé
Le récit de la naissance de Noé est développé dans le livre d'Hénoch et dans l'Apocryphe de la Genèse (en) qui a été retrouvé parmi les manuscrits de la mer Morte.
À la naissance de Noé, celui-ci a une apparence si extraordinaire que Lamech accuse sa femme Bat-Enosh d'avoir conçu leur fils avec un nephilim ou un ange. Devant ses dénégations, Lamech va demander conseil à son père Mathusalem et à son grand-père Hénoch. Celui-ci lui enseigne que des anges déchus ont, à son époque, fréquenté des femmes humaines et que c'est l'essence de l'un d'eux qui a traversé les générations jusqu'à son fils Noé.